# Hiperhidratación
Se conoce como hiperhidratación o intoxicación por agua al síndrome  y cuadro clínico que ocurre cuando hay un hiperexceso de agua en el cuerpo.
Sucede cuando se consume más agua de la que se puede eliminar. En condiciones normales, una persona sana en la que la hipófisis, los riñones y el corazón funcionan sin problemas puede beber hasta 4,5 litros de agua al día, a razón de 1 litros (máximo) por hora. La hiperhidratación también se conoce como intoxicación por agua.
Si se superan esos valores, se produce una excesiva dilución del sodio en la sangre (hiponatremia) y se disminuye la producción de la hormona antidiurética. En casos extremos, con niveles de sodio inferiores a 100 mmol/L, se pueden producir edemas cerebrales irreversibles, comas, o incluso morir por sobrepresión del cerebro al bulbo raquídeo, ya que el cerebro y sus anexos son los que más se ven afectados.
En ocasiones, la hiperhidratación está relacionada con el uso de drogas, en particular con el éxtasis. También se puede dar en casos de resustitución hídrica en shock séptico, con mayor vulnerabilidad presente en neonatos y prematuros.

## Casos famosos de hiperhidratación
- Jennifer Strange: una mujer de 28 años de edad de Sacramento, California, murió probablemente a causa de hiperhidratación después de formar parte en un concurso llamado "Hold Your Wee for a Wii" ("aguanta tu pipí por una Wii"), organizado por la radiodifusora KDND 107.9 "The End". El concurso consistía en beber la mayor cantidad de agua posible cada 15 minutos sin tener que ir a orinar. Se desconocen las cantidades de agua que consumió Jennifer Strange, pero se sabe que las botellas eran de 250 ml (¼ de litro). Hay que hacer notar que están por determinarse las causas definitivas de su muerte por autoridades competentes.[5][6] De acuerdo con los resultados preliminares de la autopsia, Strange murió a causa del consumo excesivo de agua, más de 7,5 litros en un corto espacio de tiempo.[7] La justicia resolvió que la radio organizadora del concurso debía indenmizar a la familia por un total de 16 millones de dólares.[8]

- Un caso muy publicitado, el cual sucedió el 2 de febrero de 2005 en Chico, California, fue el de la broma pesada que sufrió el estudiante Matthew Carrington en la California State University, por cuatro miembros de la fraternidad Chi Tau House, que lo forzaron a beber excesivas cantidades de agua mientras ejecutaba ejercicios calisténicos en un sótano extremadamente frío.[9] Carrington colapsó y murió por hiperhidratación.

- Craig Barrett: atleta neozelandés, el cual colapsó durante los últimos kilómetros de la carrera de 50 km en los Juegos de la Mancomunidad de 1998, pudiendo ser rescatado a tiempo.

- El 12 de septiembre de 1999 Michel J. Schindler, quien estaba tomando parte en el entrenamiento básico de reclutamiento de la Fuerza Aérea de los Estados Unidos (US Air Force), murió después de pasar dos días en estado grave debido a una hiperhidratación que sufrió al someterse a una caminata de unos 9,3 km. Como consecuencia de este caso la Fuerza Aérea cambió sus procesos de entrenamiento en el reclutamiento.[10]

- Otros casos notables de consecuencias fatales de hiperhidratación o intoxicación por agua los sufrieron personalidades tales como Andy Warhol,[11] Leah Betts,[12] Anna Wood,[13] la competidora Cynthia Lucero del Maratón de Boston en 2002,[14] el oficial de policía James McBride, de Washington D. C.,[15] y el caso de abuso infantil e infanticidio de Zachary Sabin, un niño de 11 años que murió tras ser obligado a tomar agua por cuatro horas.[16]